# Klaus Beyersdorff
Klaus Joachim „Gusche“ Beyersdorff (* 23. August 1939) ist ein deutscher Architekt und Jazzmusiker (Klarinette, auch Gesang), der bis heute die Sir Gusche Band leitet.

## Wirken
Beyersdorff spielte zunächst in der Band von Papa Ko’s Jazzin Babies. 1961 gründete er in West-Berlin die Sir Gusche Band. Weiterhin veröffentlichte er seit dem Ende der 1960er Jahre unter dem Pseudonym Roger Bennet mehrere Alben mit Easy Listening und erhielt in Japan eine Goldene Schallplatte.
Als Architekt arbeitete er in Berlin im Büro Werder, Pompinon, Beyersdorff.

### Ausgeführte Bauten (Auswahl)
- 1973/1974: Reihenhausanlage Nußbaumallee 49/51B/Akazienallee 52-54B in Berlin-Charlottenburg (mit Hasso von Werder, Uwe Pompinon)[4]
- 1976: Wohnanlage Siemensstraße 12 und 15 in Berlin-Moabit (mit Hasso von Werder, Uwe Pompinon und Johannes Uhl)[5]
- 1978/1979: Wohn/Geschäftshaus Kurfürstendamm 197/198 in Berlin-Charlottenburg (mit Hasso von Werder, Uwe Pompinon)[6]
- 1981: Wohnhaus Medebacher Weg 37–37c in Berlin-Tegel (mit Hasso von Werder, Uwe Pompinon)[7]

## Diskographische Hinweise
- Roger Bennet & His Magic Clarinett: Eine kleine Nachtmusik (Metronome 1969)
- Roger Bennet & His Magic Clarinett: What a Wonderfull World (Ariola 1976)
- Roger Bennet & His Magic Clarinett: The Folk Album (Hansa Records 1980)
- Sir Gusche Band: Wild Life (Monopol Records 1991)